# Китайска промишлена и търговска банка
Китайската промишлена и търговска банка (на китайски: 中国工商银行股份有限公司, на пинин: Gǔfèn Yǒuxiàn Gōngsī) е китайска държавна банка със седалище в Пекин.
Основана е на 1 януари 1984 година като част от банкова реформа, при която дейността по търговско банкиране е отделена от централната Китайска народна банка. От 2006 година е публична компания, но към 2025 година правителството контролира 71% от акциите. През 2012 година банката става най-голямата в света по размер на активите и през 2023 година продължава да е първа с активи на стойност около 6,3 трилиона щатски долара. Към 2024 година банката има над 400 хиляди служители.